# Музей мозаики (Зевгма)
Музей мозаики  — музей мозаики древнего города Зевгма, расположенный ныне в турецком городе Газиантеп. Музей располагает крупнейшим в мире собранием античной мозаики общей площадью 1700 м2. Открыт 9 сентября 2011 года.
Основу музея составляют археологические находки, в основном мозаика, из города Зевгмы, собранные при археологических раскопках во время строительства плотины Биреджик.

## История
Поселение на территории Зевгмы возникло в III в. до н. э. Его основал Селевк I Никатор («Победитель») — полководец Александра Великого. Он назвал поселение Селевкией. В 64 г. до н. э. римляне захватили селение и переименовали его в Зевгму (по-древнегречески — «мост» или «переправа»). После падения империи Селевкидов римляне присоединили Зевгму к землям Антиоха I Теоса, царя Коммагены.
В дальнейшем в Зевгме находились два римских легиона, численность её населения достигла 20—30 тыс. жителей. В 253 году н. э. на город напали Сасаниды, превратив виллы города в развалины и использовали их в качестве хлевов. Величие и значимость Зевгмы было забыто более чем на 1700 лет.
В начале 1980—х годов планировалось реализовать проект снабжения Турции водой и энергией путём строительства плотин. Существовала опасность, что в результате разлива реки значительная часть Зевгмы с его мозаиками навсегда будет затоплена.
Строительство плотин было решено начать в 1996 году. Перед строительством в 1995 году начались раскопки в сотрудничестве с Археологическим музеем Газиантепа и различными международными организациями. В ходе раскопок были найдены многочисленные артефакты, в том числе большое количество хорошо сохранившихся мозаик и фресок. В раскопанном престижном районе бывшего города, вероятно, жили высокопоставленные чиновники и офицеры, купцы, разбогатевшие на торговле.
Все артефакты были собраны в Музее Газиантепа, который, однако, вскоре оказалась слишком мал для них. Тогда в 2008 году было начато строительство отдельного музея для собранных экспонатов. Музей был построен и открыт для посетителей 27 мая 2011 года. На официальном открытии присутствовал премьер-министр Р. Т. Эрдоган и министр культуры Э. Гюнай.
В настоящее время около 25 % западного берега античного города Зевгмы находится на 60 метров под водой, восточный берег также затоплен.

## Экспозиция
Площадь музея составляет 90,000 кв. футов, в том числе выставочный зал — 7,500 кв. футов. Его размеры сравнимы с размерами Национального музея Бардо в Тунисе, крупнейшего музея мозаики в мире.
В музее также хранится 140 м² фресок, статуи, четыре римских фонтана, колонны, стелы и саркофаги, бронзовая статуя бога войны Марса. Статуя бога войны расположена на колонне и видна с любого места здания. Статуя имеет незначительные следы ожогов.
В выставочном зале музея есть большие интерактивные экраны, которые предоставляют информацию об истории и раскопках города Зевгмы.
Из хорошо сохранившихся мозаик в музее представлена мозаика с изображением бога мировой реки Океана и его жены Тефии в окружении морских существ и четырёх людей верхом на дельфинах. Бог реки изображен с двумя крабовыми клешнями на голове в виде рогов, держа в руке весло. Тефия изображена с двумя крыльями на голове. Мозаики были найдены на дне бассейна. Такие изображения бога моря с морскими существами были популярными в мозаичных картинах ванных комнатах людей того времени.
Хорошо сохранилась также мозаика с фигурами Эроса и Психеи. Они сидят на мягком диване, положив ноги на широкую подставку. Эрос сидит босиком, ноги Психеи покрыты плащом. Они также сидят на небольшом расстоянии друг от друга, а их головы поворачиваются друг к другу. Эрос представлен как красивый юноша без рубашки, на его голове надет венец из листьев, в правой руке он держит на коленях букет. Психея одета в тунику с рукавами, её плащ выполнен из полупрозрачного материала. Голова украшена венком из листьев и вуалью. Мозаика была найдена в римском доме Посейдона и датируется около 2 — середины 3-го века.

## Галерея

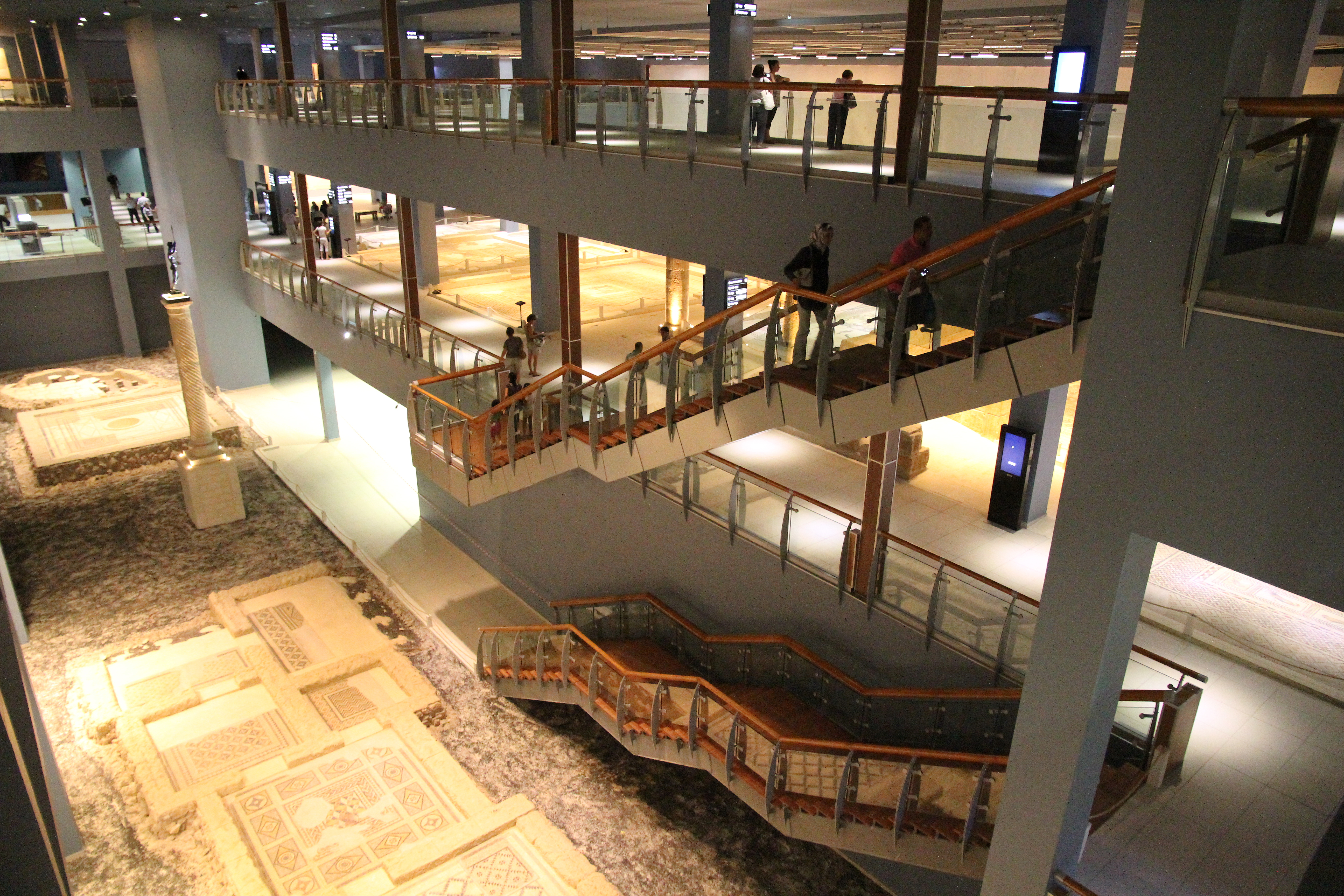
Интерьер музея
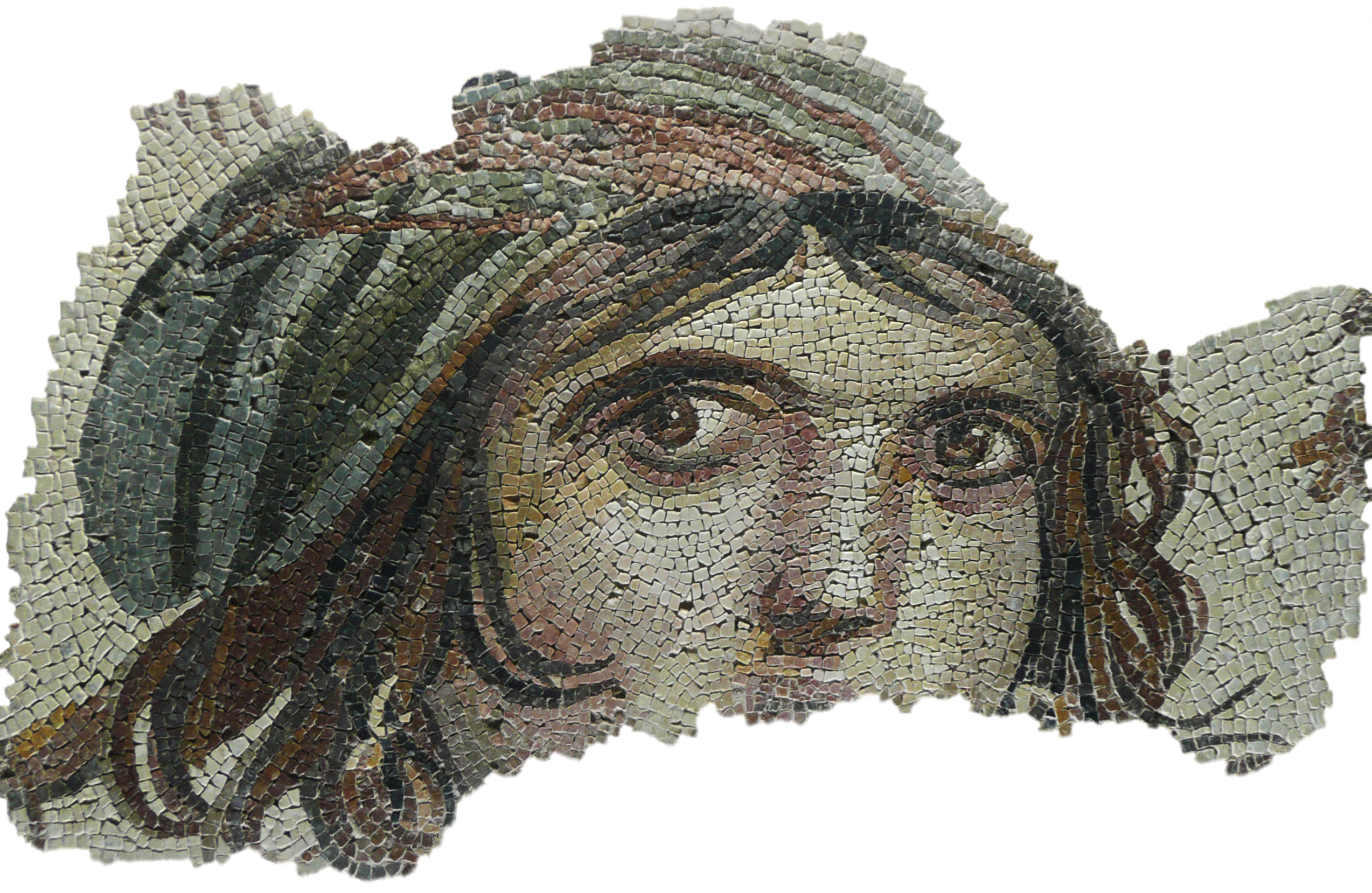
Экспонаты музея мозаики
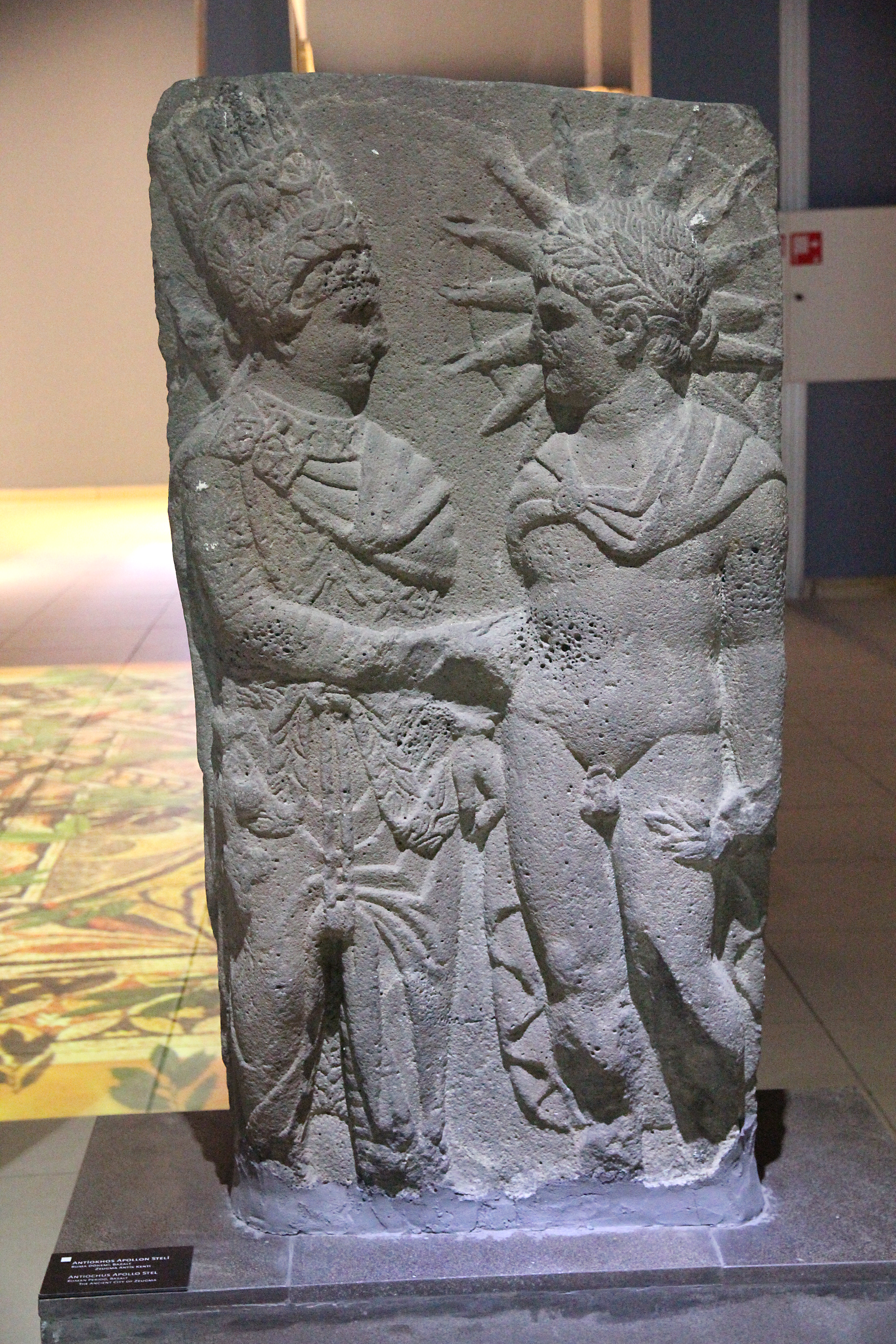
Экспонаты музея мозаики
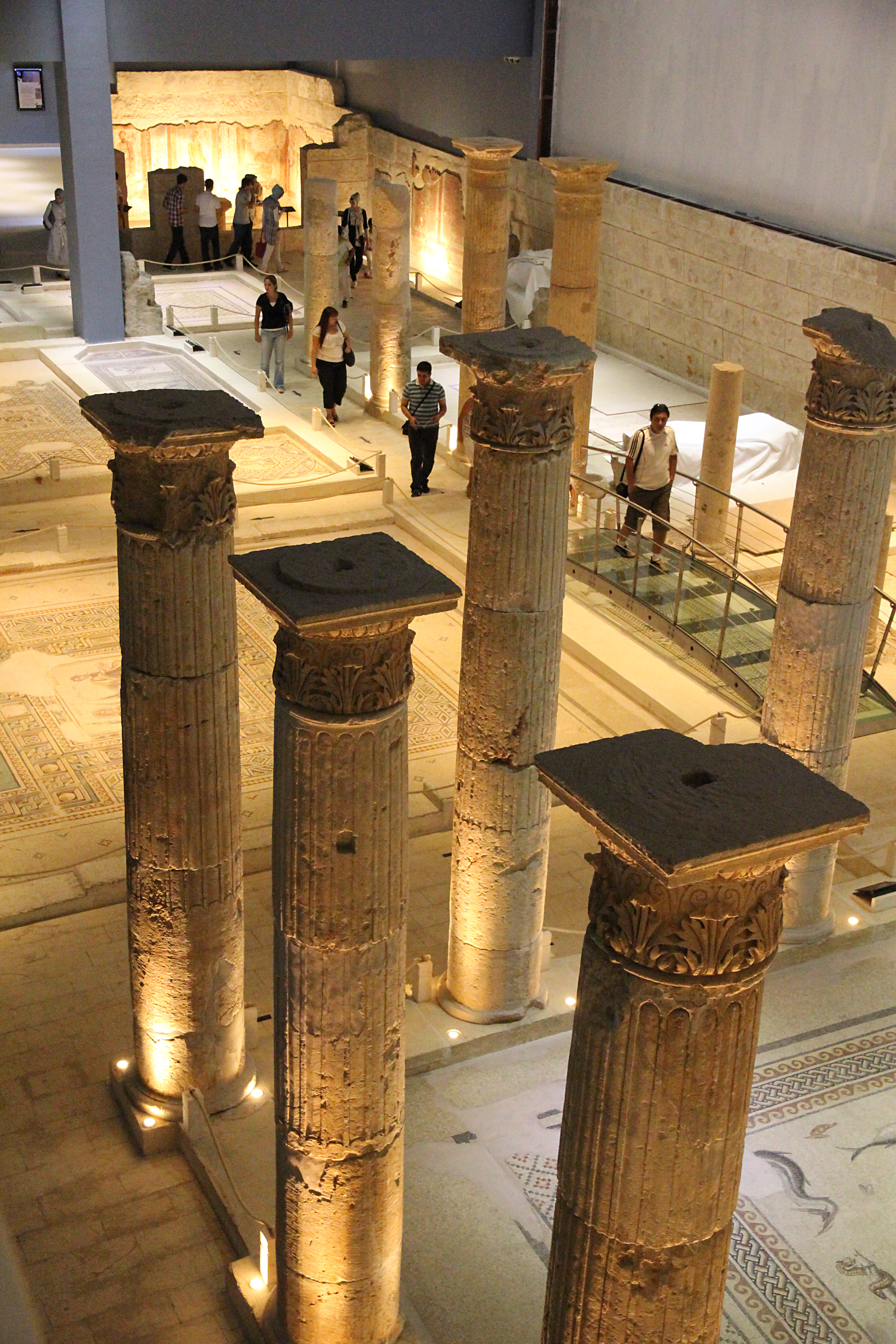
Экспонаты музея мозаики
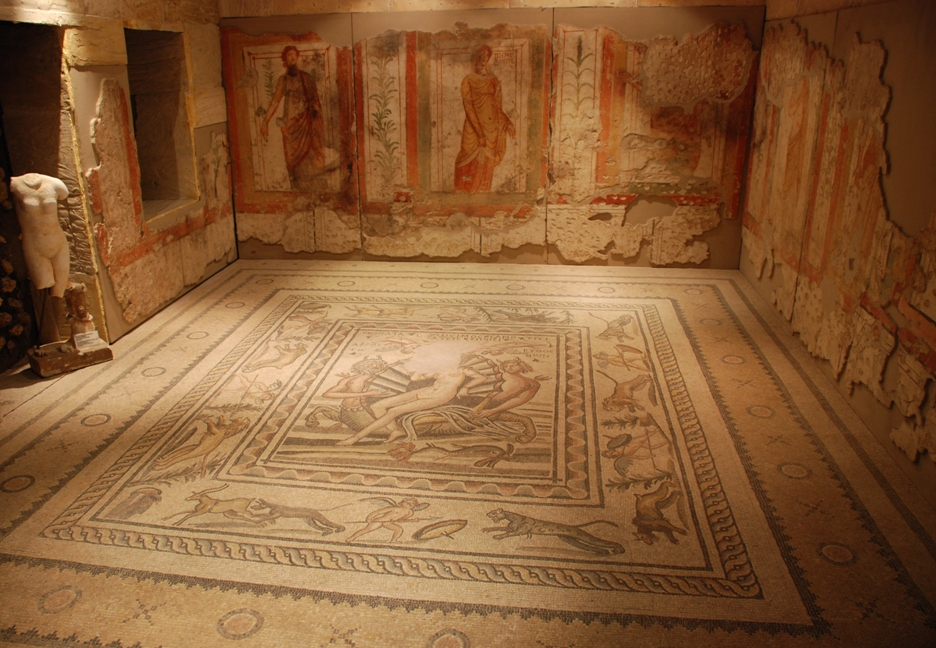
Экспонаты музея мозаики
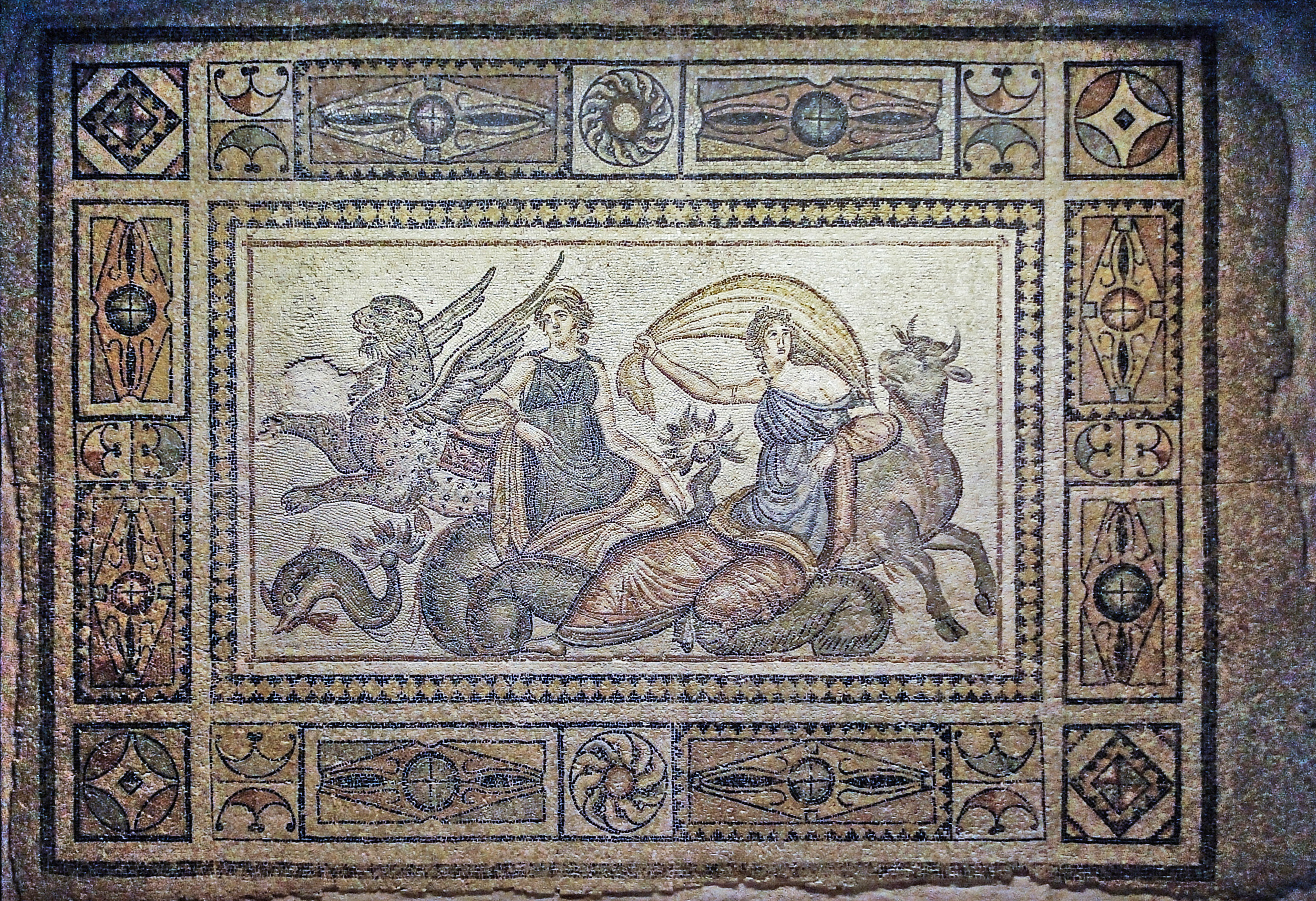
Экспонаты музея мозаики
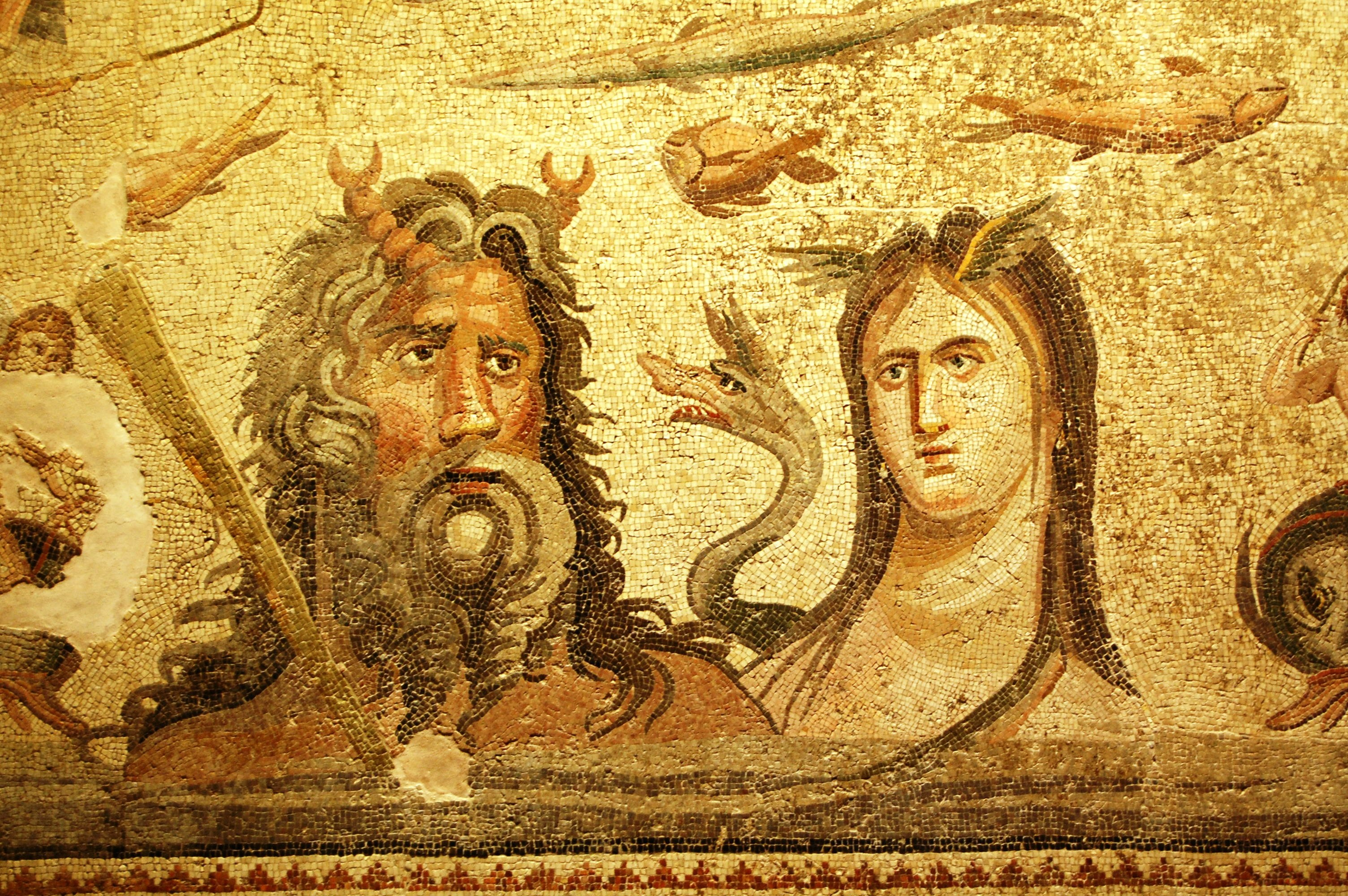
Океан и Тефида. Экспонаты музея мозаики
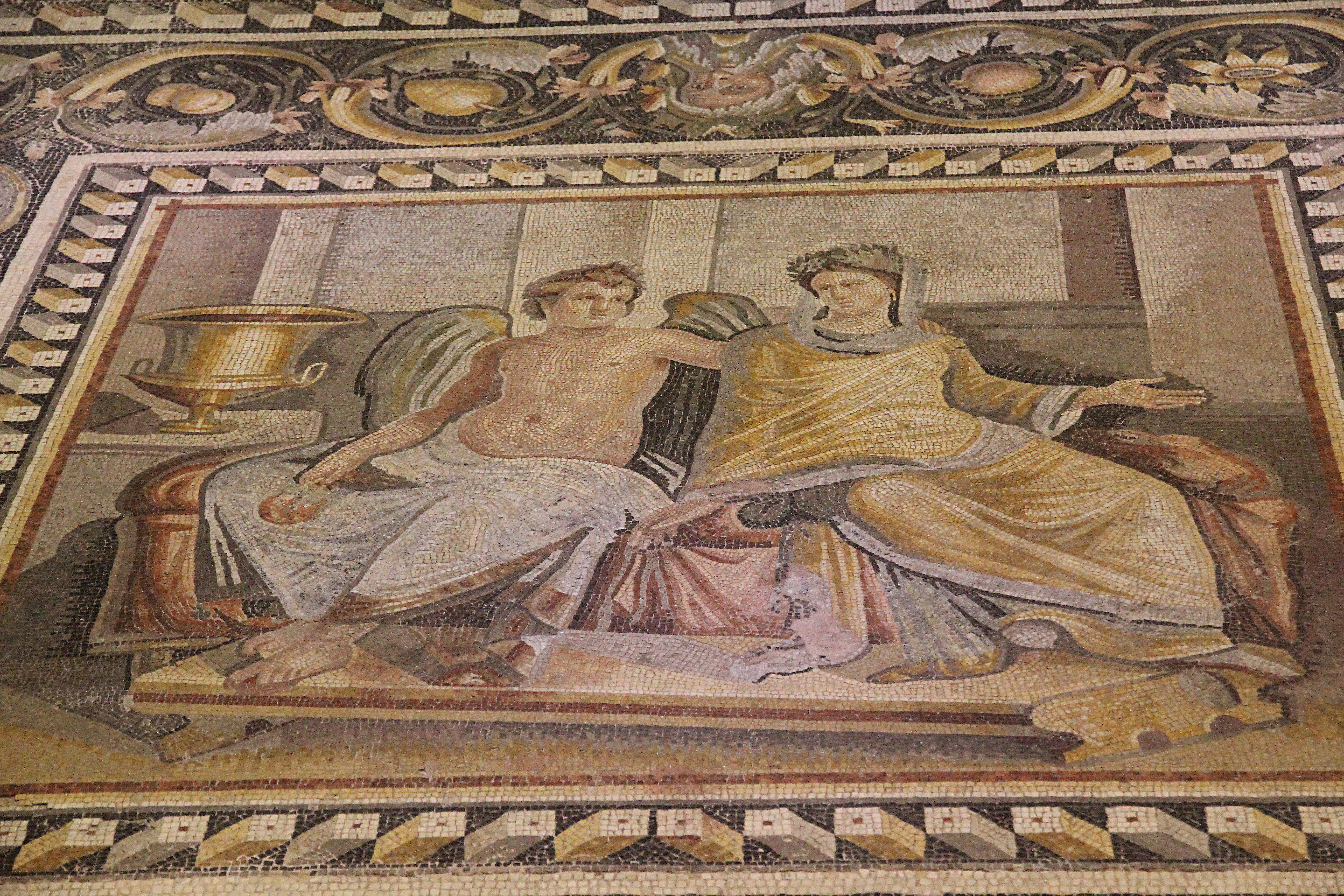
Эрос и Психея. Экспонат музея мозаики
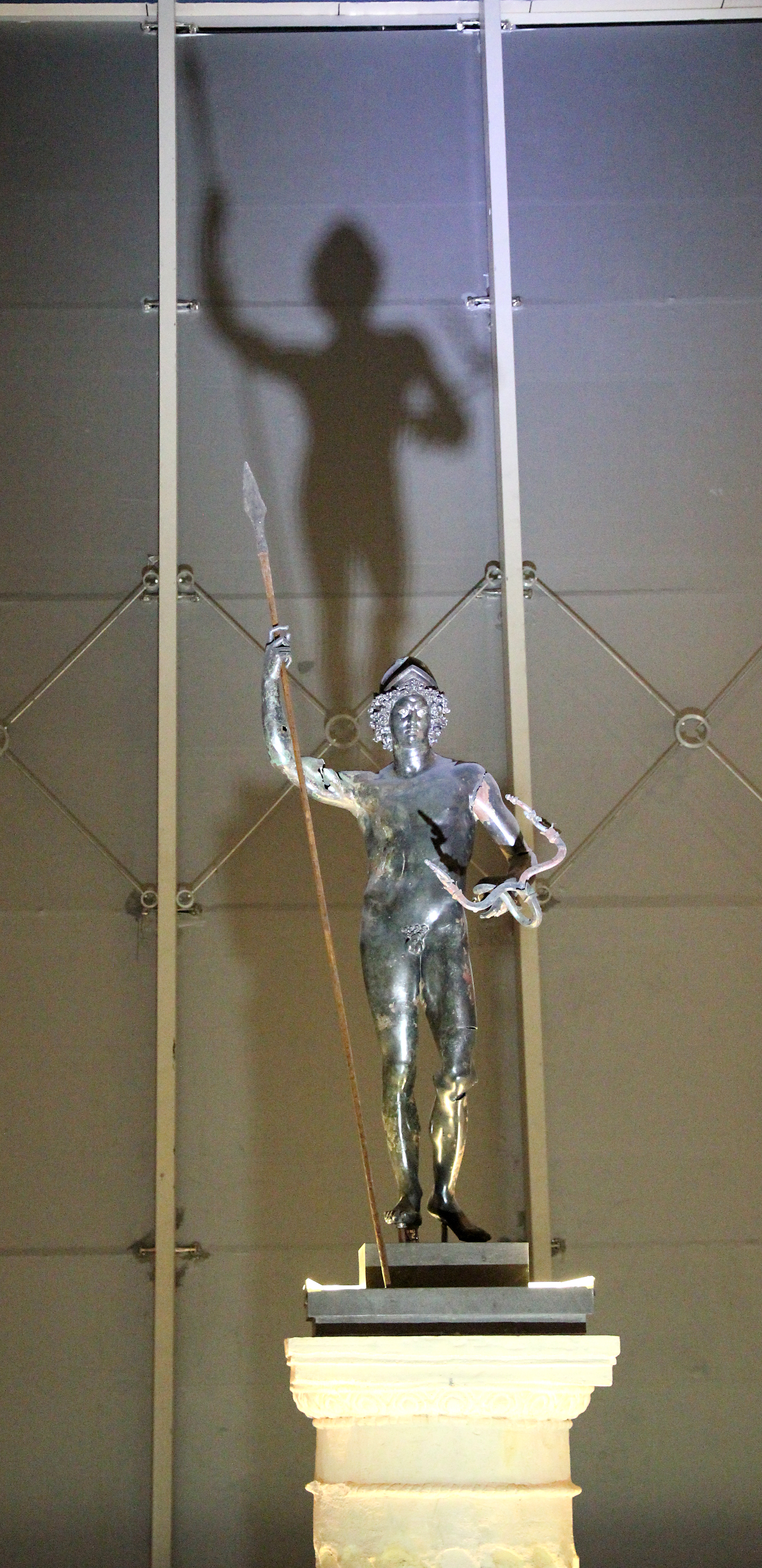
Статуя Марса
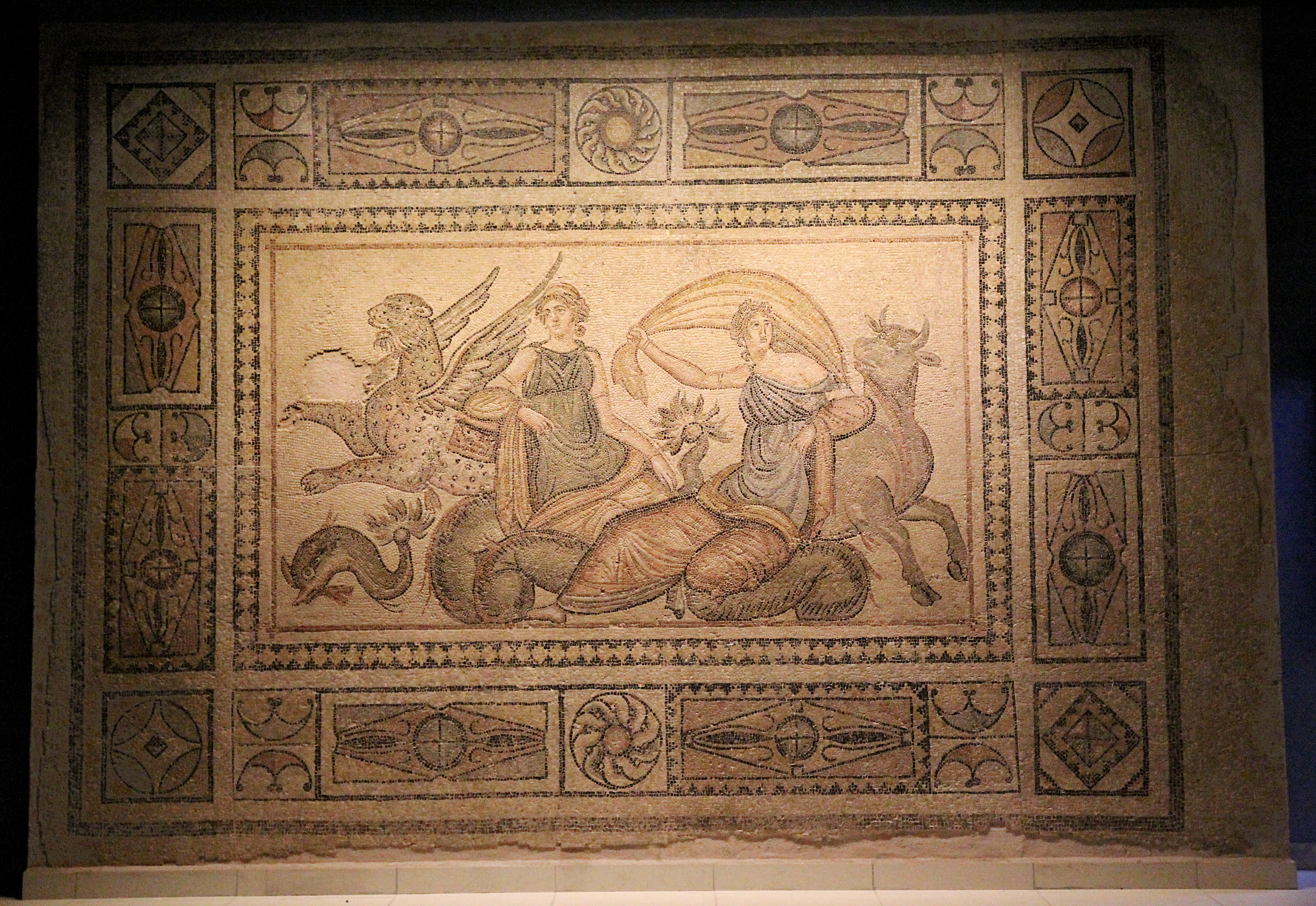
Экспонаты музея мозаики
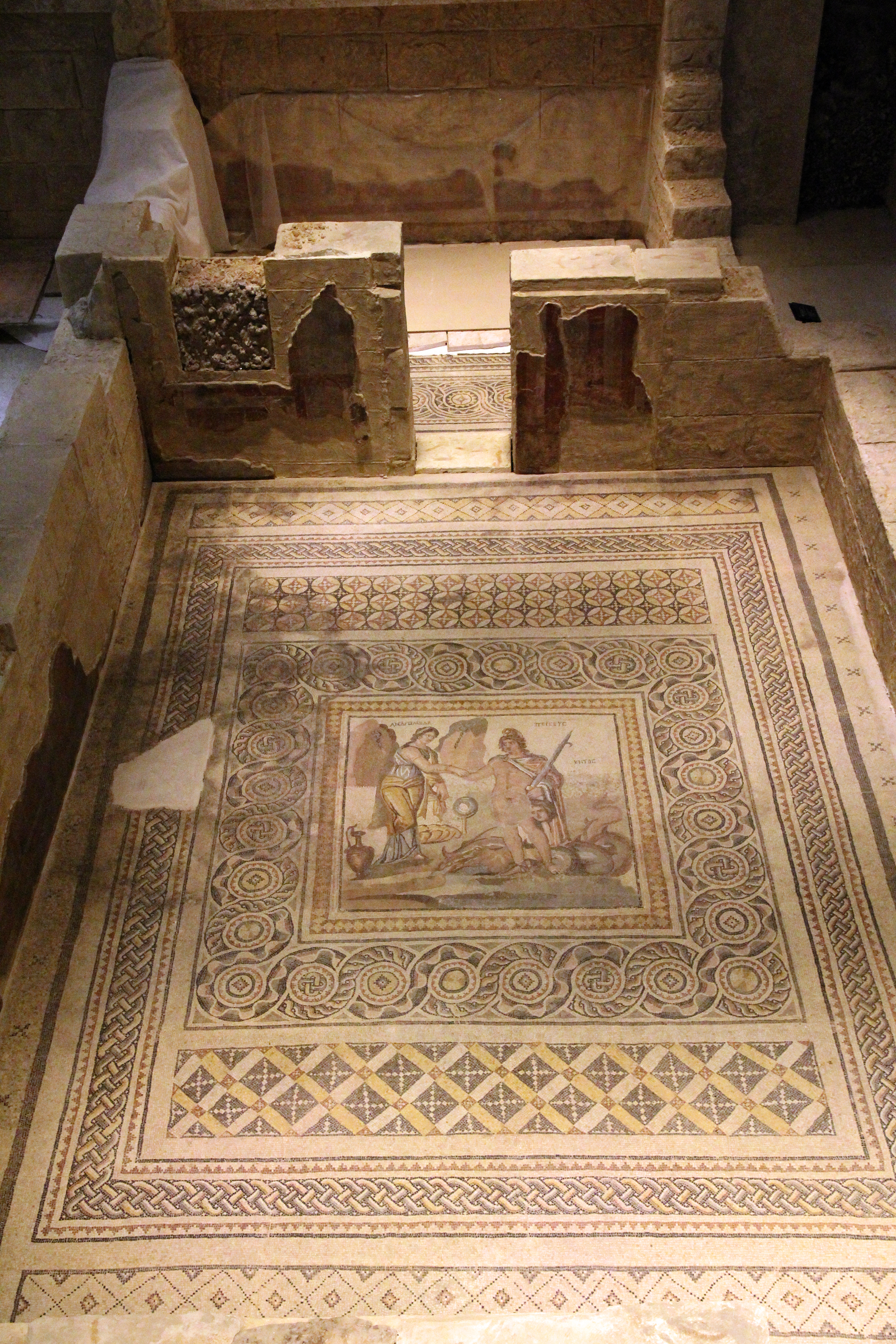
Экспонаты музея мозаики